# Ornithogalum pedicellare
Ornithogalum pedicellare är en sparrisväxtart som beskrevs av Pierre Edmond Boissier och Karl Theodor Kotschy. Ornithogalum pedicellare ingår i släktet stjärnlökar, och familjen sparrisväxter.
Artens utbredningsområde är Cypern. Inga underarter finns listade i Catalogue of Life.